# Чи легко бути молодим? (фільм, 1986)
Чи легко бути молодим? (латис. Vai viegli būt jaunam?) — латвійський радянський документальний фільм 1986 року режисера Юріса Подніекса. Фільм розповідає про проблеми радянської молоді часів початку «перебудови».

## Сюжет
Фільм розповідає про проблеми молодих людей середини 1980-х років, про їхні конфлікти з батьками і суспільством, про пошук себе і сенсу життя, про їх бажання та мрії.

## Нагороди
- Приз «Великий Крістап» СК Латвії, за кращий документальний фільм року (1986)
- Премія Американської міжнародної асоціації документального кіно (1987)
- Премія «Ніка» за кращий неігровий фільм (1987)
- Приз FIPRESCI на МКФ к/м фільмів в Кракові (1987)
- Головний приз ВКФ молодих кінематографістів в Тбілісі (1987)
- Приз FIPRESCI на МКФ в Каннах (1988)
- Участь в Програмі «Panorama» МКФ в Берліні (1988)
- Державна премія СРСР (1988)

## Знімальна група
- Сценарій : Юріс Подніекс
- Режисер : Юріс Подніекс
- Оператор : Калвіс Залцманіс
- Композітор : Мартишьш Браунс